# Making Montgomery Clift
Making Montgomery Clift é um documentário americano de 2018 dos diretores Robert Anderson Clift e Hillary Demmon que narra a vida do ator Montgomery Clift até sua morte em 1966. Mostra um lado diferente de Clift, retratando-o como um homem que gostava da vida e do amor, e estava confortável o suficiente com ele sendo um homem gay. O documentário foi lançado no Festival de Cinema de Los Angeles e foi elogiado pela crítica.

## Sinopse
Entre os anos quarenta e sessenta, o ator Montgomery Clift viu os altos e baixos de sua carreira e vida pessoal, em virtude disso muitos mitos foram criados, principalmente envolvendo sua homossexualidade reprimida e sua depressão devido a um acidente de carro que deixou graves lacerações faciais que exigiram cirurgia plástica. Dirigido por seu sobrinho Robert Clift e Hillary Demmon, o filme examina as narrativas inconsistentes de inúmeras biografias que reduziram seu legado e criaram rótulos como “tragicamente autodestrutivo” e “atormentado”. O documentário mostra a família e amigos de Clift — incluindo Jack Larson, que interpretou Jimmy Olsen no programa de TV Adventures of Superman — que atestam sua alegria e humor, e também Tucker Tooley, Michael Easton, Patricia Bosworth, e Vincent Newman.

## Recepção crítica
O documentário foi elogiado pela maioria dos críticos, Ben Sachs do Chicago Reader escreveu que o foco intenso em desmistificar algumas das biografias de Clift em vez de fatos sobre o envolvimento de Clift em clássicos como Red River, I Confess e Wild River são "frustrantes", mas conclui que " seu sobrinho faz um trabalho admirável reunindo a verdade". Em sua crítica para a The New Yorker, Michael Schulman escreveu que o documentário "é um estudo fascinante da ética da biografia". Em sua coluna no site TheWrap, Dan Callahan escreveu que embora ainda não tenha havido uma cinebiografia narrativa sobre a vida do ator, o documentário "deveria ser consultado como uma imagem mais realista deste artista comprometido, muito amoroso e sofisticado que foi forçado a fazer pouquíssimos compromissos", ele também chamou o título de "provocativo" porque "tem um duplo sentido" e segundo ele "fazer" alguém, na gíria antiga, é dormir com ele, mas isso também é um filme sobre a criação da imagem póstuma de Clift, e Robert Clift separa com muito cuidado o fato da ficção ou deturpação aqui, eliminando a maior parte da interpretação subfreudiana da vida de seu tio que parecia razoável ou elegante há 40 anos.

## Mídia doméstica
O filme foi lançado em formato digital, sob demanda e DVD.